# Péronne (Saona e Loira)
Péronne è un comune francese di 568 abitanti situato nel dipartimento della Saona e Loira nella regione della Borgogna-Franca Contea.

## Società

### Evoluzione demografica
Abitanti censiti

## Storia e monumenti
Nella frazione di Bérizy (toponimo gallico), nella parte alta del paese, sono stati rinvenuti utensili in pietra del periodo neolitico.
Una strada romana attraversa il comune da est ad ovest e si congiunge, presso Saint-Pierre de Lanques (oggi divenuta frazione del comune), ad un'altra strada lungo la quale si trovano segni di inghiaiatura.

Il re di Borgogna Gontrano (545 – 592) era proprietario di un palazzo a Péronne e vi promulgò un editto che vietava agli abitanti dedl luogo di lavorare la domenica.
In paese c'è un'interessante chiesa di stile romanico alla quale si affiancano due torri erette dai monaci cluniacensi.
Il fabbricato del municipio è esso stesso un'antica costruzione appartenuta ai monaci, ove pare venissero pagate le decime
Nel territorio del comune vi sono anche due castelli: il Château de la Tour-Penet e il Château de Vaux-sous-Targe

## Idronomia
Un fiumiciattolo denominato l'Isérable funge da linea di demarcazione fra il comune vero e proprio Péronne e la sua frazione Saint-Pierre de Lanques. Questo nome di corso d'acqua va confrontato con quello dell'Isère nel Delfinato e quello dell'Isar in Austria: la radice è di origine pre-celtica.